# RDG レッドデータガール
『RDG レッドデータガール』（アールディージー レッドデータガール）は、荻原規子による日本のファンタジー小説、およびそれを原作としたメディアミックス作品。カドカワ銀のさじシリーズ（角川書店→KADOKAWA）より2008年7月から2017年12月まで刊行された。挿画は単行本・文庫版共に酒井駒子が担当している。2019年1月時点で累計部数は128万部を突破している。
『月刊少年エース』（角川書店）にて琴音らんまるによるコミカライズが2012年12月号から2014年9月号まで連載された。
2013年4月から6月にかけてテレビアニメが放送された。キャラクター原案と角川スニーカー文庫版の挿画は岸田メルが担当。アニメーション制作はP.A.WORKS。

## あらすじ
このあらすじは、原作の小説（全6巻）に基づいて作成している。

### RDG はじめてのお使い
鈴原泉水子は、世界遺産の熊野古道・玉倉山の頂上近くにある「玉倉神社」の宮司である祖父・竹臣と暮らしている。両親の大成と紫子は遠くで働いている。泉水子は、目覚めていない『姫神』の力を持つ者として、竹臣、家政婦の末盛佐和、父親の友人の設楽雪政、神官の野々村慎吾らに保護されるように育てられいる。小さいときから力を封印するため長い髪を二本の三つ編みにしており、しばしば玉倉山の頂上で巫女装束で神楽舞を舞う。町の粟谷中学校には野々村が運転する車で通学し、友人は少ない。竹臣に進学について相談すると、大成はすでに東京の高校を決めているという答えであり、泉水子はありえないと反発する。
泉水子が封印の一つである前髪を少し切り、中学校のパソコンをすべて破壊したため、雪政は息子の深行を強引に粟谷中学に転校させる。深行はすぐにクラスになじみ、疎外感を抱えた泉水子に和宮が接近する。修学旅行先の東京でトラブルに遭い、泉水子、雪政、深行は紫子の家に避難する。三つ編み解いた泉水子に『姫神』が憑依し、「この子がわたしの最後の器になる。あと15年ですべてが決まる」と予言する。東京に行って泉水子が変わってしまったことから、力のある神霊である和宮が深行を排除しようとしたとき、泉水子は、「わたしの願いから生まれたのならわたしに従いなさい」と命じる。

### RDG2 はじめてのお化粧
泉水子は深行とともに鳳城学園高等部に入学する。学園は、高尾山の北側にあり、自然の残る広大な敷地を有している。中等部と高等部をもつ新しい私立学校であり、1学年は約100名、外国人留学生も広く受け入れている。学生寮における泉水子のルームメイトである宗田真響は、中等部のころから学年1位をめぐって高柳一条と対立している。真響は三つ子であり、弟の真夏は鳳城学園に編入し、もう一人の弟の真澄は小さな頃に亡くなっている。封印の一つであるメガネを外した泉水子は、高柳の意思で動く式神が見えるようになる。高柳の仕掛けた呪いのウェブサイト事件により真夏と真響は神霊の真澄を呼び出し、高柳の式神を一蹴する。
鳳城学園には、未来のために保護すべき人的世界遺産認定のため異能な人たちが集められている。泉水子は、生徒会長の仄香に日舞の稽古に誘われ、師匠の穂高を紹介される。神楽用のお化粧をしてもらっても人前では舞えない泉水子に、深行が何してんだと声をかけると、穂高は不機嫌そうに自分は『審神者』のひとりだと答える。そのとき泉水子の三つ編みがほどけ、『姫神』が現れる。『姫神』は、穂高に「判定者とはそなたではない。選ぶのは泉水子だ」と語り、深行に「泉水子を姫神にさせてはならない」とささやく。深行が思いを巡らしているとき、カラスに扮した和宮が現れ、泉水子のため手を組むことになる。

### RDG3 夏休みの過ごし方
鳳城学園祭のテーマは「戦国学園祭」となり、生徒会執行部のメンバーは、宗田家のある涼しい戸隠で夏合宿をすることになる。雪政は戸隠が山伏の力が及ばない霊山であることを心配し、深行を送り込む。真夏は、小さなころから親しんでいた馬のタビが安楽死されたことにより姿を消し、「おれはやっぱり、真澄と同じものになったほうが、真響のそばにいてやれるかもしれない」というメールが届く。真響は、真夏が真澄につれていかれちゃうと怯える。
泉水子は、「今できることを試さないと真夏くんがいなくなっちゃう」と深行に告げ、三つ編みをほどき別の層に入る。真澄が現れ、真夏は絶壁の岩戸の奥にいると言う。泉水子が謡いながら神楽舞いを始めると岩が薄くなっていく。岩戸を開けちゃだめだという声で泉水子が舞を止めると、真澄は真夏に変わっている。そこに真響と深行が近づいてくる。岩戸にはひび割れができており、九頭竜の白い頭が滑り出し、4人は飲み込まれそうになる。そこに紫子が『姫神』となって現れ、「今はお眠り、九頭竜大神」と語りかけると、大蛇は中に戻り、岩の亀裂はふさがっていく。

### RDG4 世界遺産の少女
戦国時代の衣装の着付け講習会で、泉水子は、穂高から深行が分不相応な相手だと言われ、なぜか怒りを感じる。泉水子は、お姫様モデルとなり、三つ編みをほどかれ、金襴緞子の打掛を着る。深行の表情が（『姫神』の出現に怯え）凍りつくが、着付け講習会はなにごともなく終了する。しかし、深行が話しかけると唐突に『姫神』が憑依する。『姫神』は、「自分は死んだ人間であり、人類を根絶やしにした。過去に遡り、自分のいる未来へたどり着かない方策を探してきた。しかし、私は抹殺されて世界遺産となり、他の者が人類滅亡の引き金を引いた。そこで私はもう一度、やり直すことにした」と話す。
『姫神』は、深行が和宮と一つになっていることを指摘し、言わなくても従うものなのだと諭す。深行は、泉水子の体を抱きしめ、戻ってこいと呼ぶ。泉水子は自分を取り戻し、しばらくして『姫神』の記憶を思い出し、『姫神』が深行を選んだこと、深行も『姫神』が好きかもしれないと心がひどく乱される。深行は、真響に『姫神』の話を打ち明け、泉水子を世界遺産にしてはいけない、『姫神』を隠すための味方が欲しいと話す。一方、高柳は、学園祭に向け陰陽師たちの力を結集して学園内に別の層を作ろうとする。

### RDG5 学園の一番長い日
学園祭が始まり、深行は紫子が送ってきた赤い携帯電話を泉水子に手渡し、使えると思うことが大事だと話す。空にはいつの間にか気球が浮かんでおり、泉水子は頭が重くなる感じがする。泉水子は、陰陽師の結界の中で高柳と数人の生徒にやさしく話しかけられ、高柳に対する敵意は消失する。しかし、高柳が不用意に口にした「相楽」の名前に強く反応し、深行と九字を思い浮かべる。泉水子は、自分の意思が不当に曲げられたことに怒り、式神や気球を消し去る。巨大な衝撃音が走り抜け、学園内の電子機器はすべて使用不能になる。深行と真夏が結界の中に入ると、数人の生徒と高柳の声で話す白い犬がいる。
真澄のいる世界に入った泉水子は、自分が『姫神』の力を使ったことを自覚する。深行は、和宮カラスを呼び出し、高柳犬を連れて別の層に入る。深行が携帯電話で発信すると赤い携帯電話につながる。深行は「来いって言えよ、行くから」と伝える。泉水子が「それなら来て、今すぐに」と叫ぶと、電話からカラスが飛び出す。和宮カラスは、鈴原さんは戸隠のものにならないと宣言し、真澄は姿を消す。カラスは深行に変わり「おれが必要だって言えよ」と言う。泉水子は、「その返事はものすごく大事なことだから今はとっておくね」と答える。和宮カラスの提案で泉水子が神楽を舞うと学園は元に戻る。

### RDG6 星降る夜に願うこと
授業が再開される日に深行は現れない。泉水子は動揺し、深行がいないと何も手が付かない自分に気付く。生徒会で仄香は、穂高がだれが一番の異能者かを選ぶ人であると話す。学園祭での出来事により泉水子一択であるが、高柳は異議を申し立て、穂高は泉水子の意向を確認して再判定を認める。深行は、泉水子が『姫神』にならず自分の意思で生きていくための方法を一緒に探してやると話し、泉水子の内側に幸福感が広がる。高柳との術くらべは、あっけなく勝負がつく。しかし、泉水子は、自分は世界遺産になってはならないので、候補は高柳として自分を隠すようみんなに協力してほしいとお願いし、穂高は笑いながら同意する。
留学生のアンジェリカの父親は、生徒会を含めたチームを世界遺産候補に推薦できるかもしれないと話す。中山瑞穂は、海外勢力と手を組んで泉水子と深行を拉致しようとするが、山伏たちが阻止する。玉倉山に戻った泉水子は、保温ポットにココアを入れ、防寒対策をして星見のため山頂に登る。星空に包み込まれていると、神社の方から深行が登ってくる。深行は、ふもとからここまで5時間をかけて登ってきたと言う。泉水子は深行にココアをごちそうする。深行は、泉水子と一緒に泉水子の研究をすることを提案し、まだここまで会いに来たわけを教えていないと言いながら背をかがめて泉水子に顔を近づけていく。

## 登場人物

### 主要人物とその関係者
鈴原 泉水子（すずはら いずみこ）
声 - 早見沙織
本作の主人公。「姫神」が憑依する家系に生まれる。両親の仕事の都合で、中学卒業まで熊野の玉倉神社の宮司である祖父と暮らしている。玉倉神社は人里離れたところにあり、中学卒業までは自家用車で送迎してもらうため、家と学校を往復する生活を送っている。人見知りが強く、中学時代に普通に会話できる女子は2人しかいない。
高校1年の学園祭で泉水子は「姫神」が憑依する体質ではなく、「姫神」そのものであることが判明する。鈴原家の人々や山伏のグループはそれを知っており、泉水子を大切に保護している。母親の紫子は泉水子が異質なものが見えたり、不用意に覚醒しないように特別のメガネをかけさせ、長い髪を三つ編みにして封印している。スポーツはどんな種目も苦手。それでも、機械音痴で電子機器との相性は悪く、パソコンは原因不明のフリーズを起こし、携帯電話は数カ月で壊れてしまう。
地元の粟谷中学校から東京西部の鳳城学園高等部に進学し、寮生活を送る。クラスは1年C組、生徒会執行部に所属する。寮で同室の宗田真響と友人になり、それにより高柳一条と対立するようになる。相楽深行を自分の運命に巻き込むことを恐れ、深行に迷惑をかけたくない、普通に接してもらいたいと切望する。
姫神（ひめかみ）
声 - 田中理恵
山伏が厳しい山中修行で身に着けた験力を生まれながらにもっている稀有な人間。人類を滅亡させたことや滅亡の引き金となったこともある。すでに死亡しており、神霊に近い霊的な存在となっている。過去に旅する能力をもち、人類滅亡の流れを変えようと泉水子の家系をたどっており、現在は紫子を憑坐（よりまし）としている。泉水子のパートナーとして相楽深行を選び、必要時には深行の前で泉水子に憑依し、自分について、あるいは未来を予言する言葉を残す。
相楽 深行（さがら みゆき）
声 - 内山昂輝
鳳城学園高等部1年生。クラスはA組で、生徒会執行部に所属する。山伏の家系であり、泉水子と同年に生まれたため、父親の雪政から泉水子の下僕になるよう決めつけられ、激しく反発し、親子関係はひどく悪い。鳳城学園そのものが「姫神」が経験していない、未来に対する新しい揺らぎ因子であり、深行はその最重要な要素となっている。
泉水子が小学校に上がるか上がらないかの頃に、3カ月ほど玉倉神社で暮らし、13歳で羽黒山で峰入り修行をする。中高一貫の進学校から東大に進み、山伏とは別の道を歩もうとしていた。中学3年生の時、泉水子が起こした事件を機に、転校させられ、泉水子の近くに置かれるようになる。大人には優等生らしい行儀正しい態度で接するが、転校の原因となった泉水子にはつらくあたる。しかし、「姫神」と出会い、泉水子の覚醒を目の当たりにして、泉水子を世間から隠す方向を真剣に考えるようになる。
相楽 雪政（さがら ゆきまさ）
声 - 福山潤
深行の父親。33歳であるが20歳そこそこに間違われるほど見た目が若く、誰もが見とれる美男子。山伏グループの中ではもっとも紫子に近く、グループ全体の内部統制の要となっている。「姫神」の憑坐となっている紫子の指示なら、いつでも死ぬ覚悟ができている。紫子の指示により、泉水子に先入観を与えないように注意しながら、必要時には直接介入して泉水子を大切に守っている。
息子の深行の意思を無視して、山伏に引き込み、泉水子の側に置こうと画策をするため、親子関係は非常に悪い。深行の母親の香織とは深行が4歳のときに離婚している。
鈴原 大成（すずはら だいせい）
声 - 井上和彦
泉水子の父親で天才的なコンピュータプログラマー。大手企業に引き抜かれ、カリフォルニアの会社に勤めている。泉水子に鳳城学園に進学するよう勧める。和服を好み日常的に着ているため、しばしば落語家に間違われることがある。
鈴原 紫子（すずはら ゆかりこ）
声 - 朴璐美
泉水子の母親で警視庁公安部に勤務している。東京に自宅はあるものの、仕事のため住所不定の状態で飛び回っている。「姫神」の憑坐となっており、泉水子に憑依する「姫神」の容姿や性格に一定の影響を与えている。
泉水子を先入観をもたない状態で、かつ自分の意思で未来を決めることのできる年齢になるまで覚醒させないように封印を施す。覚醒が近づく泉水子が引き起こすイベントの後始末をするなど、陰から泉水子を支える。
鈴原 竹臣（すずはら たけおみ）
声 - 伊井篤史
玉倉神社の宮司。泉水子の母方の祖父。
野々村 慎吾（ののむら しんご）
声 - 乃村健次
玉倉神社の神官のひとりで体格が良く、口数は少ない。泉水子の小・中学校時は自家用車で送迎している。古武道に通じており、深行に古武道を教える。
末森 佐和（すえもり さわ）
声 - 津川祝子
玉倉神社に勤める唯一の女性。ハウスキーパーの仕事を一手に引き受け、修行者が宿泊した時の賄いを担当する料理好きである。
中山 瑞穂（なかやま みずほ）
近畿の大学病院に勤める、大脳生理学を専門とする研究者。紫子とは学生時代の友人で、泉水子を定期的に検査している。山伏グループでありながら海外勢力と手を組み、泉水子と深行を国外に拉致しようとして失敗する。

### 粟谷中学校
泉水子が通っていた中学校。一学年一クラスの小さな学校。
和宮 さとる（わみや さとる）
声 - 釘宮理恵
印象の薄い小柄な男子。泉水子が前髪を少し切ったことで、その存在が認知される。実体は、泉水子が玉倉山の頂上で日課のように舞を舞ったことにより、山の霊気が少しずつ集まって誕生した力のある神霊である。修学旅行で泉水子が東京に行き、すっかり変わってしまったことから相楽深行を排除しようとするが、泉水子の意志により阻まれる。泉水子は鳳城学園に進学する前に和宮の願いで舞を舞うが、そこには深行が同席しており、深行の前で舞ったと言い残し消えていく。しかし、和宮は「姫神」の使い神であるため、カラスの姿で深行の前に現れ、泉水子のため深行と手を組み一体化する。
渡辺 あゆみ（わたなべ あゆみ）
声 - 宮本佳那子
泉水子の親友。背の高い颯爽とした女の子。
三田 春菜（みた はるな）
声 - 諏訪彩花
泉水子の親友。色白の女の子。泉水子に「はるっち」と呼ばれる。
三崎 洋平（みさき ようへい）
声 - 河本啓佑
声が大きく、遠慮がなく、がさつでうるさい男子。泉水子の三つ編みを「しめなわ」とからかう。
小川 智也（おがわ ともや） / 瀬谷 和人（せや かずと）
声 - 金本涼輔 / 速水秀之
三崎と行動を共にする男子。
越川 美沙（こしかわ みさ）
声 - 壹岐紹未
粟谷中学生徒会長。おどおどとした泉水子に見下した態度で接する。
中村 可南子（なかむら かなこ）
声 - 岡田栄美
粟谷中学校の教師。泉水子の担任。雪政に好意を持っている。

### 鳳城学園
東京都西部、高尾山の北側、八王子城の側に位置する創立3年目の若い学校。外国人留学生も広く受け入れている。中等部と高等部があり、生徒数は各学年100名程度。高等部の生徒の約8割が寮で生活している。一般の生徒も在籍しているが特殊な力を持つものが集められる傾向がある。
宗田 真響（そうだ まゆら）
声 - 米澤円
高等部1年A組。生徒会執行部と日本史研究会に所属している。長野・戸隠出身で忍者の家系。泉水子のルームメイトであり明るい性格から男女ともに人気がある。中等部時代の学業成績は学年2位である。世界遺産候補につながる学園1位の座を高柳一条と争っている。真響、真夏、真澄の三つ子であったが真澄は小さな頃に心不全で亡くなっている。真夏と一緒に念ずることにより、神霊の真澄を呼び出すことができる。
宗田 真夏（そうだ まなつ）
声 - 石川界人
高等部1年C組で真響の弟。生徒会執行部と馬術部に所属している。高等部から鳳城学園へ入学したが、勉強嫌いであり、人より馬に関心を持つ。深行とは相性がよく、懐いている。
宗田 真澄（そうだ ますみ）
声 - 木村良平
真響の三つ子の弟で6歳のとき心不全で亡くなっている。真響と真夏によって呼び出されると現れる。顔は真夏にそっくりだが、見た目を自由に変えられる。その正体は幽霊ではなく戸隠の神霊で、幼い三つ子の願いによって作りだされたものである。
如月・ジーン・仄香（きさらぎ・ジーン・ほのか）
声 - ブリドカットセーラ恵美
高等部2年生で現生徒会長。容姿端麗なハーフで、いつも男子の制服を着ている。穂高から日本舞踊を習っている。
秋乃川 玲奈（あきのかわ れな）
声 - 中上育実
高等部2年生。生徒会執行部所属で周囲の纏め役。仄香の親友。
村上 穂高（むらかみ ほだか）
声 - 石田彰
初代生徒会長。梨園の仕事が忙しく、出席日数が足りずに留年し、影の生徒会長となっている。世界遺産候補となる学園1位を中立の立場から決める「判定者」の一人である。穏当な性格であるが、深行を身の程知らずで泉水子に釣り合わない者と考えている。
神崎 美琴（かんざき みこと）
声 - 小堀友里絵
高等部3年生で前生徒会長。
早川 佳樹（はやかわ よしき）
声 - 宮野真守
高等部2年生。野球部に所属しており、学園祭実行委員長となる。戸隠の出身であることを秘密にしている。
高柳 一条（たかやなぎ いちじょう）
声 - 野島裕史
高等部1年A組。陰陽師の一族の御曹司であり式神を操る。中等部時代の学業成績は3年間ずっと学年1位だった。鳳城学園は高柳の実力を確認するために設立されたともうわさされており、学園1位を宗田真響と争っている。覚醒した泉水子に術くらべを挑み、あっさり退けられる。

## 評価
文芸評論家の井上乃武は、泉水子が命の危機を乗り越えて成長していく過程とともに泉水子の周囲の人間関係が緻密に描かれている点を本作の特徴の一つとして挙げている。

## 既刊一覧

### 小説（本編）

#### カドカワ銀のさじシリーズ
- 荻原規子（著）・酒井駒子（イラスト）、角川書店〈カドカワ銀のさじシリーズ〉、全6巻
  - 『RDG レッドデータガール はじめてのお使い』、2008年7月4日初版発行（7月3日発売[6]）、ISBN 978-4-04-873849-1
  - 『RDG レッドデータガール はじめてのお化粧』、2009年5月28日初版発行（同日発売[7]）、ISBN 978-4-04-873952-8
  - 『RDG レッドデータガール 夏休みの過ごしかた』、2010年5月28日初版発行（同日発売[8]）、ISBN 978-4-04-874052-4
  - 『RDG レッドデータガール 世界遺産の少女』、2011年5月27日初版発行（同日発売[9]）、ISBN 978-4-04-874204-7
  - 『RDG レッドデータガール 学園の一番長い日』、2011年10月28日初版発行（同日発売[10]）、ISBN 978-4-04-110039-4
  - 『RDG レッドデータガール 星降る夜に願うこと』、2012年11月29日初版発行（11月27日発売[11]）、ISBN 978-4-04-110348-7

#### 角川文庫
- 荻原規子（著）・酒井駒子（イラスト）、角川書店→KADOKAWA〈角川文庫〉、全6巻
  - 『RDG レッドデータガール はじめてのお使い』、2011年6月23日初版発行（同日発売[12]）、ISBN 978-4-04-394440-8
  - 『RDG レッドデータガール はじめてのお化粧』、2011年12月22日初版発行（同日発売[13]）、ISBN 978-4-04-100054-0
  - 『RDG レッドデータガール 夏休みの過ごしかた』、2012年7月25日初版発行（同日発売[14]）、ISBN 978-4-04-100370-1
  - 『RDG レッドデータガール 世界遺産の少女』、2012年12月25日初版発行（同日発売[15]）、ISBN 978-4-04-100626-9
  - 『RDG レッドデータガール 学園の一番長い日』、2013年3月23日初版発行（同日発売[16]）、ISBN 978-4-04-100752-5
  - 『RDG レッドデータガール 星降る夜に願うこと』、2014年2月25日初版発行（同日発売[17]）、ISBN 978-4-04-101235-2

#### 角川スニーカー文庫
- 荻原規子（著）・岸田メル（イラスト）、角川書店→KADOKAWA〈角川スニーカー文庫〉、全6巻
  - 『RDG レッドデータガール はじめてのお使い』、2013年2月1日初版発行（1月31日発売[18]）、ISBN 978-4-04-100674-0
  - 『RDG レッドデータガール はじめてのお化粧』、2013年4月1日初版発行（3月30日発売[19]）、ISBN 978-4-04-100763-1
  - 『RDG レッドデータガール 夏休みの過ごしかた』、2013年6月1日初版発行（同日発売[20]）、ISBN 978-4-04-100863-8
  - 『RDG レッドデータガール 世界遺産の少女』、2013年9月1日初版発行（同日発売[21]）、ISBN 978-4-04-100990-1
  - 『RDG レッドデータガール 学園の一番長い日』、2014年1月1日初版発行（同日発売[22]）、ISBN 978-4-04-101118-8
  - 『RDG レッドデータガール 星降る夜に願うこと』、2014年3月1日初版発行（同日発売[23]）、ISBN 978-4-04-101247-5

### 小説（スピンオフ）
- 荻原規子（著）・酒井駒子（イラスト） 『RDG レッドデータガール 氷の靴 ガラスの靴』 KADOKAWA、2017年12月21日初版発行（同日発売[24]）、ISBN 978-4-04-106070-4
  - 「角川文庫版」2019年1月25日初版発行（1月24日発売[25]）、ISBN 978-4-04-106069-8

### 漫画版
『月刊少年エース』（角川書店）2012年12月号より2014年9月号まで連載された。コミックスには、巻末または、カバー裏に、琴音らんまるによるコミックス描きおろしの4コマ漫画が収録されている。コミックス第4巻には原作者荻原規子による描きおろし小説『相良くんは忙しい』が収録された。
- 荻原規子（原作）・岸田メル（キャラクター原案）・琴音らんまる（作画） 『RDG レッドデータガール』 角川書店→KADOKAWA〈角川コミックス・エース〉、全5巻

1. 2013年2月20日発売[26]、ISBN 978-4-04-120607-2
2. 2013年5月22日発売[27]、ISBN 978-4-04-120709-3
3. 2013年11月26日発売[28]、ISBN 978-4-04-120961-5
4. 2014年4月26日発売[29]、ISBN 978-4-04-121126-7
5. 2014年9月26日発売[30]、ISBN 978-4-04-102125-5

## テレビアニメ
2012年7月にアニメ化が発表され、2013年4月から6月までTOKYO MXほかにて放送された。テレビ放送に先駆け、3月よりニコニコ生放送にて先行配信された。角川文庫創刊65周年記念作品。原作全6巻のうち第5巻までに相当する。
イギリスにあるレ『』ングという町のツイッターのハッシュタグが、この作品の略称である「RDG」であったため、現地時間の午後5時から6時までの間に、この作品のツイートが17000以上流れ込み、住民を困惑させる（ハイジャックされる）事態になった。レディング側はハッシュタグの変更を検討したが、4月5日にP.A.WORKS側がハッシュタグを「RDG_anime」に変更した。

### スタッフ
- 原作 - 荻原規子「RDG レッドデータガール」シリーズ（角川書店 / カドカワ銀のさじシリーズ・角川文庫刊）[4]
- 監督 - 篠原俊哉[4]
- シリーズ構成・脚本 - 横手美智子[4]
- キャラクター原案 - 岸田メル[4]
- キャラクターデザイン・総作画監督 - 芝美奈子[4]
- 美術監督 - 東潤一[4]
- 色彩設計 - 中野尚美[4]
- 撮影監督 - 梶原幸代[4]
- 編集 - 野川仁[4]
- 3D監督 - 山崎嘉雅
- 特殊効果 - 加藤千恵
- 音響監督 - 若林和弘[4]
- 音響効果 - 森川永子[4]
- 音楽 - myu[4]、伊藤真澄[4]
- 音楽制作 - ランティス[4]
- エグゼクティブプロデューサー - 安田猛[4]
- プロデューサー - 松木あい[4]、堀川憲司[4]
- ラインプロデューサー - 相馬紹二[4]
- アニメーション制作 - P.A.WORKS[4]
- 製作 - 「RDG」製作委員会[4]

### 主題歌
オープニングテーマ「スモルワールドロップ」
作詞・歌 - Annabel / 作曲・編曲 - myu
エンディングテーマ
「予感」
作詞 - 畑亜貴 / 作曲・編曲・歌 - 伊藤真澄
「予感（泉水子バージョン）」（第3話、第8話）
作詞 - 畑亜貴 / 作曲・編曲- 伊藤真澄 / 歌 - 鈴原泉水子（早見沙織）
挿入歌「泉水子の舞」（第3話、第8話）
作詞・作曲 - 神木遥 / 歌 - 鈴原泉水子（早見沙織）

### 各話リスト
| 話数   | サブタイトル           | コンテ     | 演出              | 作画監督                                             |
| ------ | ---------------------- | ---------- | ----------------- | ---------------------------------------------------- |
| 第1章  | はじめての転校生       | 篠原俊哉   | 大西景介 太田知章 | 伊藤依織子、芝美奈子                                 |
| 第2章  | はじめての手のひら     | 篠原俊哉   | 安斎剛文          | 皆川一徳                                             |
| 第3章  | はじめてのお使い       | 市村徹夫   | 市村徹夫          | 川口千里                                             |
| 第4章  | はじめてのルームメイト | 許琮       | 許琮              | 中村深雪、竹下美紀 伊藤依織子                        |
| 第5章  | はじめてのお化粧       | 古川知宏   | 古川知宏          | 大東百合恵、長谷川亨雄 宮下雄次、大導寺美穂 川口千里 |
| 第6章  | はじめてのお泊まり     | 畑博之     | 安藤健            | 岡本達明                                             |
| 第7章  | はじめての迷子         | 室井ふみえ | 室井ふみえ        | 大導寺美穂                                           |
| 第8章  | はじめてのお願い       | 市村徹夫   | 市村徹夫          | 川口千里、関口可奈味 芝美奈子                        |
| 第9章  | はじめてのお披露目     | 渕上真     | 政木伸一          | 鈴木奈都子                                           |
| 第10章 | はじめての学園祭       | 安斎剛文   | 安斎剛文          | 西畑あゆみ、長谷川亨雄                               |
| 第11章 | はじめての拒絶         | 室井ふみえ | 平向智子          | もんちあきら、野田康行 明珍宇作                      |
| 第12章 | 世界遺産の少女         | 篠原俊哉   | 篠原俊哉          | 芝美奈子、中村深雪                                   |

### 放送局
| 放送地域 | 放送局             | 放送期間               | 放送日時           | 放送系列       | 備考                        |
| -------- | ------------------ | ---------------------- | ------------------ | -------------- | --------------------------- |
| 日本全域 | ニコニコ生放送     | 2013年3月16日 - 6月1日 | 土曜 23:30 - 24:00 | ネット配信     | 先行配信 タイムシフト非対応 |
| 東京都   | TOKYO MX           | 2013年4月3日 - 6月19日 | 水曜 25:00 - 25:30 | 独立局         |                             |
| 富山県   | 北日本放送         | 2013年4月3日 - 6月19日 | 水曜 25:58 - 26:28 | 日本テレビ系列 | P.A.WORKS所在地             |
| 兵庫県   | サンテレビ         | 2013年4月3日 - 6月19日 | 水曜 26:00 - 26:30 | 独立局         |                             |
| 福岡県   | TVQ九州放送        | 2013年4月3日 - 6月19日 | 水曜 26:40 - 27:10 | テレビ東京系列 |                             |
| 岐阜県   | 岐阜放送           | 2013年4月4日 - 6月20日 | 木曜 25:45 - 26:15 | 独立局         |                             |
| 三重県   | 三重テレビ         | 2013年4月4日 - 6月20日 | 木曜 26:20 - 26:50 | 独立局         |                             |
| 千葉県   | チバテレビ         | 2013年4月5日 - 6月21日 | 金曜 25:30 - 26:00 | 独立局         |                             |
| 日本全域 | BS11               | 2013年4月5日 - 6月21日 | 金曜 27:00 - 27:30 | BS放送         | 『ANIME+』枠                |
| 埼玉県   | テレ玉             | 2013年4月7日 - 6月23日 | 日曜 24:30 - 25:00 | 独立局         |                             |
| 神奈川県 | tvk                | 2013年4月7日 - 6月23日 | 日曜 24:30 - 25:00 | 独立局         |                             |
| 日本全域 | キッズステーション | 2013年4月9日 - 6月25日 | 火曜 24:00 - 24:30 | CS放送         | リピート放送あり            |

### Blu-ray / DVD
発売・販売元は角川書店。Blu-ray版とDVD版2系統で全6巻。各巻のジャケットはキャラクター原案の岸田メルとキャラクターデザインの芝美奈子の描きおろしイラストを使用している他、各巻に提供バックに使用されたイラストカードが各2枚収録され、各キャラクターのしおりが付属した。
各巻の封入特典として、第1巻には原作者の荻原規子が新規に書き下ろした短編小説「影絵芝居」やアニメ設定資料やスタッフインタビューを収録したブックレットが付属し、第2巻・第3巻は野性時代に掲載された、第1巻と第2巻の間の時系列の話である短編小説「九月の転校生」を第2巻・第3巻に渡り上下巻と分割して録りおろしでドラマCD化している。第4巻・第5巻にはアニメではカットされた原作の第4巻の肝試しのエピソードを元に「はじめての肝試し」として第4巻・第5巻に渡り上下巻と分割しドラマCD化した、また第6巻は岸田メルの原案設定資料と監督インタビュー、キャストインタビューが収録したブックレットが付属した。
映像特典として第1巻にはノンテロップオープニング、第2巻はノンテロップ第1弾エンディング、第3巻はノンテロップ第2弾エンディング、第4・5巻は先行プロモーション映像（各巻内容は別）、第6巻はCM集が特典として収録されている。
| 巻 | 発売日         | 収録話          | 規格品番  | 規格品番   |
| 巻 | 発売日         | 収録話          | BD        | DVD        |
| -- | -------------- | --------------- | --------- | ---------- |
| 1  | 2013年6月28日  | 第1話 - 第2話   | KAXA-6301 | KABA-10154 |
| 2  | 2013年7月26日  | 第3話 - 第4話   | KAXA-6302 | KABA-10155 |
| 3  | 2013年8月30日  | 第5話 - 第6話   | KAXA-6303 | KABA-10156 |
| 4  | 2013年9月27日  | 第7話 - 第8話   | KAXA-6304 | KABA-10157 |
| 5  | 2013年10月25日 | 第9話 - 第10話  | KAXA-6305 | KABA-10158 |
| 6  | 2013年11月29日 | 第11話 - 第12話 | KAXA-6306 | KABA-10159 |